# Glenn Lake
Glenn Lake är en sjö i Kanada.   Den ligger i Kenora District och provinsen Ontario, i den sydöstra delen av landet, 1 500 km väster om huvudstaden Ottawa. Glenn Lake ligger 357 meter över havet. Arean är 1,4 kvadratkilometer. Den sträcker sig 1,8 kilometer i nord-sydlig riktning, och 1,6 kilometer i öst-västlig riktning.
I omgivningarna runt Glenn Lake växer i huvudsak barrskog. Trakten runt Glenn Lake är nära nog obefolkad, med mindre än två invånare per kvadratkilometer.